# Svenja Schulze
Svenja Schulze (Düsseldorf, 29 settembre 1968) è una politica tedesca, Membro del Partito Socialdemocratico (SPD) e del Bundestag dal 2021 in rappresentanza di Münster.
Dal 2021 al 20a5 ha ricoperto l’incarico di Ministra federale per la cooperazione economica e lo sviluppo. In precedenza, dal 15 luglio 2010 al 30 giugno 2017, è stata Ministra per l'innovazione, la scienza e la ricerca del Land della Renania Settentrionale-Vestfalia, mentre dal 2018 al 2021 ha ricoperto la carica di Ministra federale dell'ambiente, conservazione della natura, lavori pubblici e sicurezza nucleare nel quarto governo Merkel.

## Biografia
Schulze è nata a Düsseldorf ed è cresciuta nel quartiere Weckhoven di Neuss. Ha completato l'esame di maturità nel 1988 al Gymnasium Norf di Neuss. Ha poi studiato German Studies e Political Science presso la Ruhr-Universität Bochum, che ha completato nel 1996 con il grado accademico di Magistra Artium. Nell'ambito dei suoi studi, ha anche completato uno stage presso Alice-Salomon-Berufskolleg, una scuola professionale di Bochum.
Dopo la laurea, Schulze ha lavorato come libero professionista nel settore della pubblicità e delle pubbliche relazioni. Dal 2000, ha lavorato come consulente di gestione specializzata nel settore pubblico, tra cui Mummert & Partner, BBDO e Booz & Company.

### Ministro federale dell'ambiente (2018-2021)
Nei negoziati per formare un quarto governo di coalizione sotto la cancelliera Angela Merkel dopo le elezioni federali del 2017, Schulze ha fatto parte del gruppo di lavoro sulla politica dell'istruzione, guidato da Annegret Kramp-Karrenbauer, Stefan Müller e Hubertus Heil. Il 9 marzo 2018 è stata nominata dal comitato esecutivo del partito SPD ministro dell'ambiente, della conservazione della natura e della sicurezza nucleare nel nuovo governo. Quando la Germania ha ottenuto la presidenza di turno del Consiglio dell'Unione europea nel 2020, ha presieduto le riunioni del consiglio "Ambiente".
Durante il suo mandato, Schulze ha contribuito ad attuare l'accordo del 2019 del governo Merkel sull'introduzione di un prezzo del carbonio per settori chiave come i trasporti e un pacchetto di spesa da 54 miliardi di euro per incoraggiare le aziende e le famiglie a ridurre le loro emissioni di carbonio. In seguito ha supervisionato l'introduzione della legislazione del 2021 in base alla quale gli agricoltori in Germania avrebbero dovuto ridurre gradualmente il loro uso del glifosato e smettere di usarlo completamente dal 2024 al fine di preservare habitat puliti per gli insetti. Più tardi quell'anno, ha guidato gli sforzi del governo per aumentare l'obiettivo della Germania di ridurre le emissioni di carbonio entro il 2030 dal 55% al 65% e per raggiungere la neutralità del carbonio entro il 2045, cinque anni prima di quanto inizialmente previsto..

### Ministro federale della cooperazione economica e dello sviluppo (2021-2025)
L’8 dicembre 2021, a seguito dell’entrata in carica del Governo Scholz, è entrata ufficialmente in carica come Ministro della cooperazione economica e dello sviluppo.
È stata sostituita il 6 maggio, in seguito all’entrata in carica del Governo Merz.

## Vita privata
Schulze è sposata con il sindacalista italiano Andrea Arcais dal 2011. La coppia vive a Münster. Schulze è vegetariana.